# John Elefante
John Elefante, född 18 mars 1958 i Levittown, New York, är en amerikansk singer-songwriter, instrumentalist och skivproducent. Han har bland annat varit medlem i rockbandet Kansas under en kortare period.